# Bislett Games 2013
Bislett Games 2013 byl lehkoatletický mítink, který se konal 13. června 2013 v norském městě Oslo. Byl součástí série mítinků Diamantové ligy 2013.

## Výsledky
- Archiv výsledků zde [1]

### Muži
| Disciplína       | 1. místo                  | 2. místo                       | 3. místo                     |
| 200 m            | Usain Bolt 19,79          | Jaysuma Saidy Ndure 20,36      | James Ellington 20,55        |
| 400 m            | Youssef Al-Masrahi 45,33  | Ramon Miller 45,58             | Nigel Levine 45,63           |
| 1 míle           | Ayanleh Souleiman 3:50,53 | Nixon Kiplimo Chepseba 3:50,95 | James Kiplagat Magut 3:51,11 |
| 3 000 m překážek | Conseslus Kipruto 8:04,48 | Ezekiel Kemboi 8:07,00         | Hillary Kipsang Yego 8:09,01 |
| Hod diskem       | Gerd Kanter 65,52 m       | Ihsan Hadádí 64,63 m           | Robert Urbanek 64,58 m       |
| Hod oštěpem      | Vítězslav Veselý 85,96 m  | Tero Pitkämäki 84,74 m         | Thomas Röhler 82,83 m        |

### Ženy
| Disciplína     | 1. místo                        | 2. místo                         | 3. místo                   |
| 100 m          | Ivet Lalovová 11,04             | Murielle Ahouréová 11,05         | Marija Rjemjeňová 11,07    |
| 800 m          | Jekatěrina Poistogovová 1:59,39 | Natalija Łupu 1:59,59            | Janeth Jepkosgei 2:00,09   |
| 5 000 m        | Meseret Defarová 14:26,90       | Viola Kibiwott 14:33,48          | Genzebe Dibabaová 14:37,69 |
| 100 m překážek | Tiffany Porterová 12,76         | Sara Aerts 12,95                 | Beate Schrott 12,97        |
| 400 m překážek | Zuzana Hejnová 53,60            | Perri Shakesová-Draytonová 54,03 | Dalilah Muhammadová 54,33  |
| Skok do výšky  | Světlana Školinová 197 cm       | Emma Greenová 195 cm             | Anna Čičerovová 195 cm     |
| Skok o tyči    | Silke Spiegelburgová 465 cm     | Nikoleta Kiriakopulu 460 cm      | Anna Rogowská 450 cm       |
| Skok daleký    | Shara Proctorová 689 cm         | Éloyse Lesueurová 668 cm         | Jelena Sokolovová 665 cm   |
| Trojskok       | Caterine Ibargüenová 14,81 m    | Olga Saladuchová 14,56 m         | Anna Pjatychová 14,16 m    |
| Vrh koulí      | Christina Schwanitzová 20,10 m  | Nadine Kleinertová 18,17 m       | Natalia Ducó 18,00 m       |